# Anna von Braunschweig-Grubenhagen
Anna von Braunschweig-Grubenhagen (* 1414; † 9. Oktober 1474) war Herzogin von Bayern-München.

## Leben
Sie war eine Tochter des Herzog Erich I. von Braunschweig-Grubenhagen-Einbeck und seiner Gattin Elisabeth von Braunschweig-Göttingen.
Am 6. November 1436 heiratete sie den späteren Herzog Albrecht III. Die Ehe kam durch Vermittlung von Adolf von Berg zustande, nachdem der Skandal um die Ermordung von Agnes Bernauer noch nicht lange zurücklag, der das Prestige Albrechts beschädigt haben könnte.
Aus der Ehe gingen zehn Kinder hervor:
- Johann IV. (1437–1463);
- Ernst (1438–1460);
- Siegmund (1439–1501);
- Albrecht (1440–1445);
- Margarete (1442–1479) ⚭ 1463 Markgraf Friedrich I. von Mantua aus dem Haus Gonzaga (1441–1484);
- Elisabeth (1443–1484) ⚭ 1460 Kurfürst Ernst I. von Sachsen (1441–1486);
- Albrecht IV. (1447–1508) ⚭ Erzherzogin Kunigunde von Österreich (1465–1520);
- Christoph (1449–1493);
- Wolfgang (1451–1514);
- Barbara (1454–1472), Klarissin im Kloster Sankt Jakob am Anger, München; starb nach zeitgenössischer Überlieferung im Ruf der Heiligkeit.

Die Beziehung zu ihrem Ehemann war in den letzten Jahren von Spannungen geprägt, da dieser in München eine Liebschaft mit einer Kirschnersfrau  namens Ursula hatte. Selbst nach dem Tod Albrechts blieben Spannungen, die auch den Landtag beschäftigten, da Anna nicht länger am Ort der Liebschaft wohnen bleiben, sondern nach Braunschweig zurückkehren wollte. Erst auf Anraten ihrer Söhne entschloss sich die Herzogin in München zu bleiben. Anfang 1463 ging sie eine zweite Ehe ein, mit Friedrich von Braunschweig-Lüneburg. Diese Ehe blieb kinderlos und ebenfalls nicht frei von Konflikten, so dass die Herzogin sich um 1467 trennte. Schloss Nannhofen wurde Witwensitz von Herzogin Anna, wo sie am 9. Oktober 1474 verstarb.
Anna wurde in Andechs begraben, an der Seite Albrechts III.